# (297) Caecilia
(297) Caecilia est un astéroïde de la ceinture principale découvert par Auguste Charlois le 9 septembre 1890 à Nice.